# Saxifraga x gentyana
Saxifraga x gentyana es una planta herbácea de la familia de las saxifragáceas.
Es un híbrido compuesto por las especies Saxifraga androsacea y Saxifraga exarata.

## Taxonomía
Saxifraga x gentyana fue descrita por Bouchard y publicado en Bull. Soc. Bot. France 114: 238 1948.
Etimología
Saxifraga: nombre genérico que viene del latín saxum, ("piedra") y frangere, ("romper, quebrar"). Estas plantas se llaman así por su capacidad, según los antiguos, de romper las piedras con sus fuertes raíces. Así lo afirmaba Plinio, por ejemplo.
gentyana: epíteto